# هشام بن القتيب
هشام بن القتيب الهمداني هو الحاكم الرابع للدولة الحاتمية الهمدانية، حكم في الفترة (1116 - 1124م)،  وتبعه اخيه السلطان حماس بن القتيب.